# Apri gli occhi e... sogna
Apri gli occhi e... sogna è un film del 2002 diretto da Rosario Errico.